# Cordon (Isabela)
Cordon ist eine Stadtgemeinde in der Provinz Isabela im Bezirk Cagayan Valley auf den Philippinen. Am 1. August 2015 hatte sie 42.926 Einwohner.
Cordon ist in 26 Baranggays aufgeteilt.